# Myckle
Myckle – miejscowość (tätort) w Szwecji, w regionie administracyjnym (län) Västerbotten, w gminie Skellefteå.
Według danych Szwedzkiego Urzędu Statystycznego liczba ludności wyniosła: 416 (31 grudnia 2015), 430 (31 grudnia 2018) i 435 (31 grudnia 2019).